# Joan Meredith
Joan Meredith (febrero de 1907-13 de octubre de 1980) fue una actriz cinematográfica estadounidense que trabajó en el cine mudo en los primeros años de Hollywood. 

## Biografía
Nacida en Hot Springs, Arkansas, se trasladó a Hollywood a mediados de los años veinte tras ganar un concurso de belleza, lo cual atrajo la atención de los cazatalentos. Su primer papel fue en la película de 1925 Blue Blood, junto a George Walsh y Cecille Evans. Ese año protagonizó otros dos títulos, y fue una de las trece chicas seleccionadas como "WAMPAS Baby Stars", una lista que incluía a June Marlowe, famosa por su papel en el serial Our Gang. En su segundo film de 1925, The Perfect Clown, trabajó con Dorothy Dwan. 
En 1926 actuó en cuatro películas, en la primera de las cuales, The Count of Luxembourg, volvió a estar junto a George Walsh. La segunda de ese año fue The Fighting Boob. Posteriormente hizo un western, en el que interpretaba a la heroína, frente a la estrella cowboy Bill Cody. Sin embargo, su carrera nunca despegó como ella esperaba, y dejó la actuación tras seis títulos. El último de ellos, The Truthful Sex, es el más recordado, debido a que lanzó la carrera artística de Mae Busch. Estaba también interpretado por Huntley Gordon. Tras abandonar la interpretación se dedicó durante un tiempo al trabajo como modelo, y finalmente se domicilió en Los Ángeles, California, donde residió hasta su fallecimiento el 13 de octubre de 1980.